# Globe (Hitchon)
Globe war eine britische Automobilmarke, die von 1904 bis 1907 von der Hitchon Gear & Automobile Co. Ltd. in Accrington (Lancashire) hergestellt wurde. John Weller von Weller Brothers war Teilhaber des Unternehmens. Die Fahrzeuge wurden auch als Hitchon-Weller vermarktet. Insgesamt entstanden zwischen 12 und 24 Fahrzeugen.
1904 erschien der Globe 9 hp, entworfen von Alfred Hitchon. Der Kleinwagen besaß einen Einzylindermotor mit 1,3 Liter Hubraum und hatte einen Radstand von 1981 mm.
Ihm zur Seite gestellt wurde im gleichen Jahr der größere Globe 12/14 hp. Der viersitzige Tourenwagen hatte einen Vierzylinder-Reihenmotor von White & Poppe mit 1,8 Liter Hubraum. Sein Radstand betrug 2540 mm.
1906 wurde ein noch größeres Modell vorgestellt, der Globe 22/25 hp. Auch er hatte einen Vierzylindermotor, allerdings mit 4,2 Liter Hubraum. Sein Fahrgestell hatte einen Radstand von 2692 mm.
1907 musste die Firma ihre Tore schließen.

## Modelle
| Modell   | Bauzeitraum | Zylinder | Hubraum  | Radstand |
| -------- | ----------- | -------- | -------- | -------- |
| 9 hp     | 1904        | 1        | 1296 cm³ | 1981 mm  |
| 12/14 hp | 1906        | 4 Reihe  | 1810 cm³ | 2540 mm  |
| 22/25 hp | 1906        | 4 Reihe  | 4179 cm³ | 2692 mm  |